# Vuvuzela

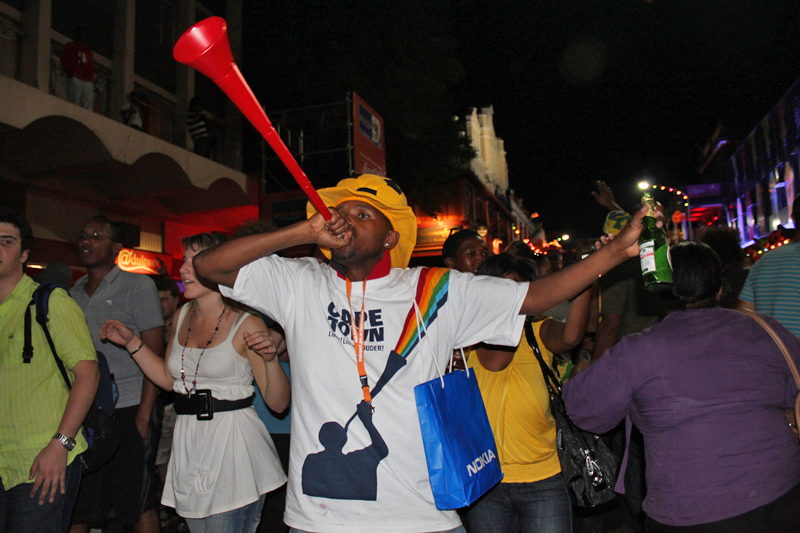
Vuvuzelablazer

Een vuvuzela is een blaasinstrument dat vooral in Zuid-Afrika populair is onder voetbalfans en dat in 2010, naar aanleiding van het wereldkampioenschap voetbal 2010, ook in veel andere landen bekend is geworden.

## Instrument

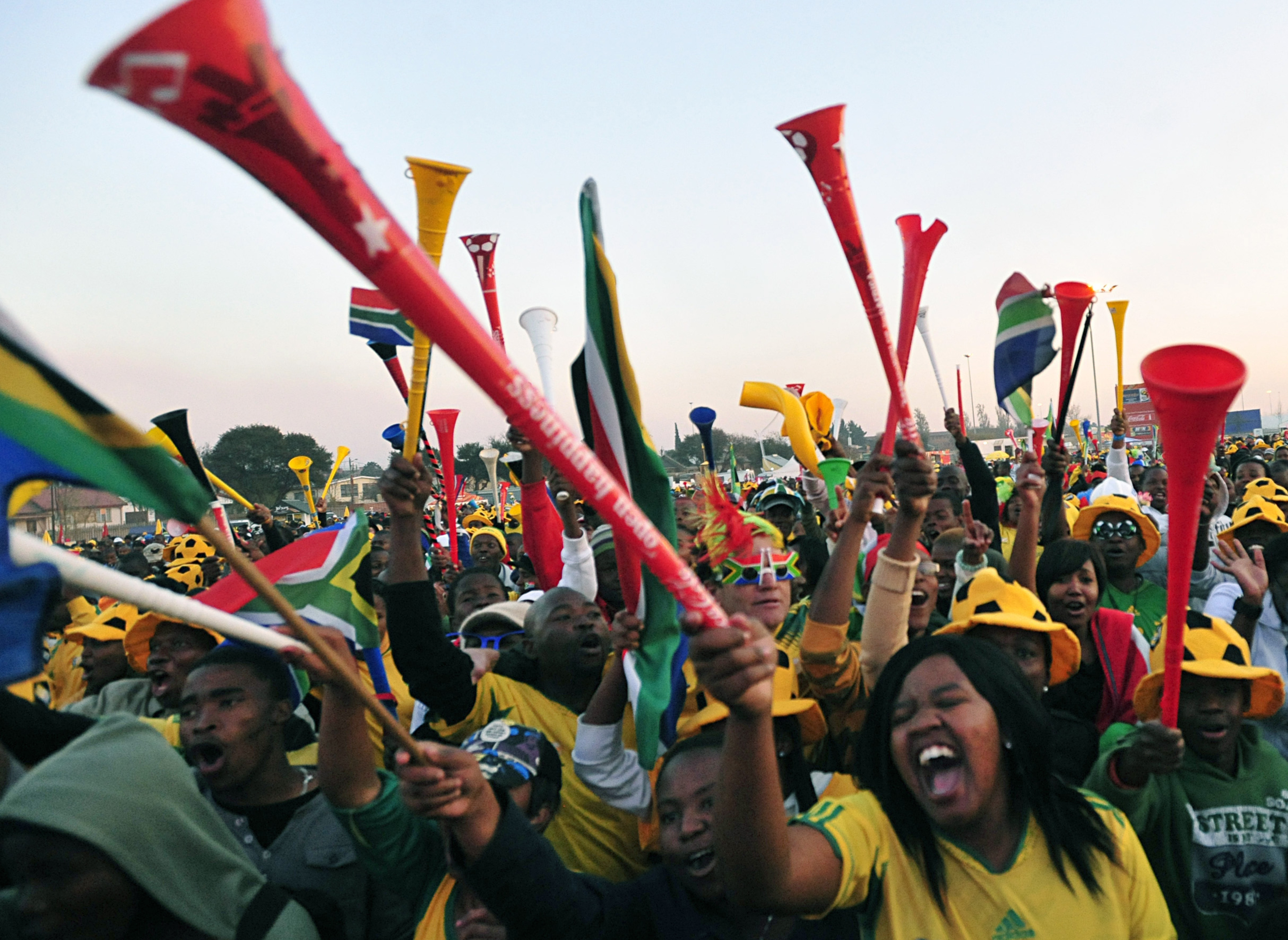
De vele mensen met vuvuzelas tijdens het wereldkampioenschap voetbal in 2010.

Het instrument bestaat uit een rechte houten of plastic buis van circa 60 cm met aan het uiteinde een kleine beker. Aan het andere uiteinde bevindt zich een mondstuk. De vuvuzela wordt op dezelfde manier aangeblazen als een trompet. Door de spanning op de lippen te veranderen kunnen andere natuurtonen worden voortgebracht. De vuvuzela produceert een maximale geluidsdruk van 113 dB(A) bij het oor van de bespeler tot 131 decibel direct aan de hoorn van het instrument gemeten. Op 1 meter afstand is de maximale geluidsdruk 120 dB(A).

## Ontdekker en fabrikant
In Zuid-Afrika bestaat verschil van mening over de vraag wie de vuvuzela heeft ontdekt. De fabrikant van de plastic WK-toeter is gevestigd in de Chinese provincie Zhejiang.

## Omstreden
De eerste commotie rond de vuvuzela ontstond tijdens de Confederations Cup 2009 in Zuid-Afrika. Commentatoren en omroepen die de wedstrijden uitzonden, klaagden dat de vuvuzela's te veel lawaai maakten. Ondanks protesten van diverse commentatoren en voetballers heeft de FIFA besloten om de vuvuzela niet te verbieden tijdens het wereldkampioenschap voetbal 2010. Vuvuzela's die langer zijn dan een meter mogen echter niet worden meegenomen naar de stadions in Zuid-Afrika.
Als duizenden supporters af en toe op een vuvuzela blazen, klinkt dat als een doorlopend geluid waarin alle andere geluiden onhoorbaar worden. Het gebruikelijke gezang en geroep wordt daardoor niet meer gehoord. Al vanaf de eerste wedstrijd van het wereldkampioenschap 2010 veroorzaakten de vuvuzela's ophef bij televisiekijkers vanwege het aanhoudende, als irritant ervaren geluid ("als een gigantische zwerm woedende bijen"). Nederlands bondscoach Bert van Marwijk sprak al negatief over de overlast die het instrument veroorzaakt. De Nederlandse omroep NOS, die het WK uitzond, zette naar aanleiding van de klachten het stadiongeluid zachter.
Begin juli 2010 heeft de algemene autoriteit voor islamitische zaken van de Verenigde Arabische Emiraten middels een fatwa een geluidsniveau van meer dan honderd decibel uit de toeter verboden, vanwege het risico op gehoorschade.
Op 1 september 2010 verbood de UEFA het gebruik van vuvuzela's voor alle wedstrijden in de Europa League, de Champions League en het Europees kampioenschap voetbal 2012.

## Trivia
- In het Groningse Hoogezand-Sappemeer werd op 24 juni 2010 het record vuvuzelablazen gevestigd, door met ongeveer 150 mensen tegelijk op de toeter te blazen met een geluidssterkte van 127,1 decibel, voldoende voor plaatsing in het Guinness Book of Records.[10] Schiedam deed op 10 juli 2010 een poging het officieuze Nederlandse record te breken, maar kwam met 102,5 decibel niet in de buurt van het Groningse record.[11][12]
- Op internet verschenen rond het WK van 2010 vele – humoristische – filmpjes over en met de vuvuzela. Zoals een filmpje met Brahms en Ravel op de vuvuzela.[13] Alleen al op YouTube werden meer dan 5500 filmpjes geteld.[14]
- Ten tijde van het WK was er op YouTube de mogelijkheid om een vuvuzela door het filmpje te laten blazen.[15]